# Рибена чорба
Рибена чорба е традиционна българска чорба, приготвяна основно в населените места около Черно море, р. Дунав, но и в други населени места във вътрешността на страната.
Този кулинарен продукт се приготвя чрез варене на един или няколко вида риба заедно с основни зеленчуци като кромид лук, картофи, моркови и домати. Характерно е да се добавят няколко подправки, основно: слънчогледово олио, сол, лют червен пипер, черен пипер, дивисил и тарос.
Чорбата може да бъде бистра или със застройка.